# Verdun-sur-Garonne
Verdun-sur-Garonne – miejscowość i gmina we Francji, w regionie Oksytania, w departamencie Tarn i Garonna.
Według danych na rok 1990 gminę zamieszkiwały 2872 osoby, a gęstość zaludnienia wynosiła 79 osób/km² (wśród 3020 gmin regionu Midi-Pireneje Verdun-sur-Garonne plasuje się na 118. miejscu pod względem liczby ludności, natomiast pod względem powierzchni na miejscu 202.).

## zabytki

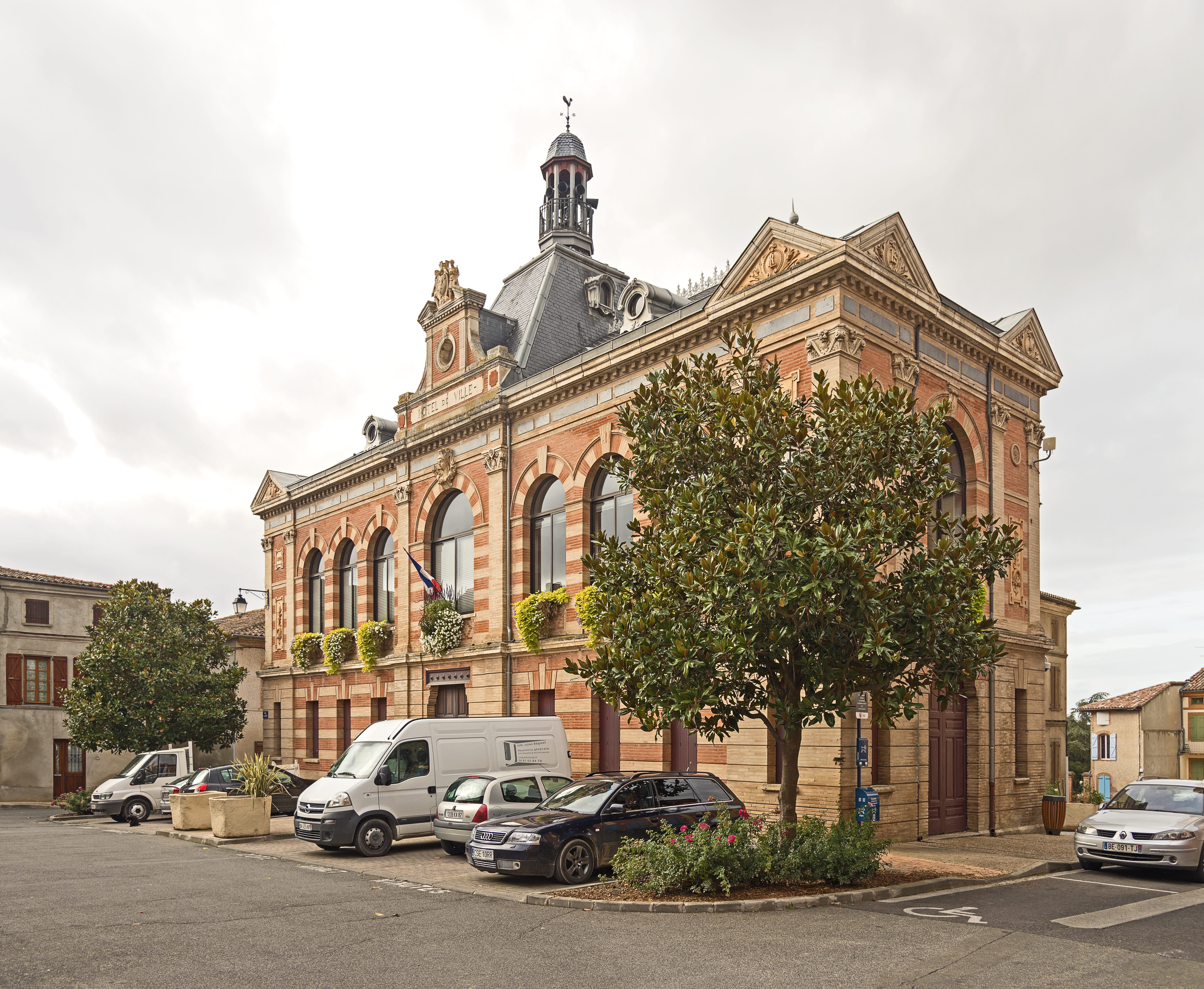
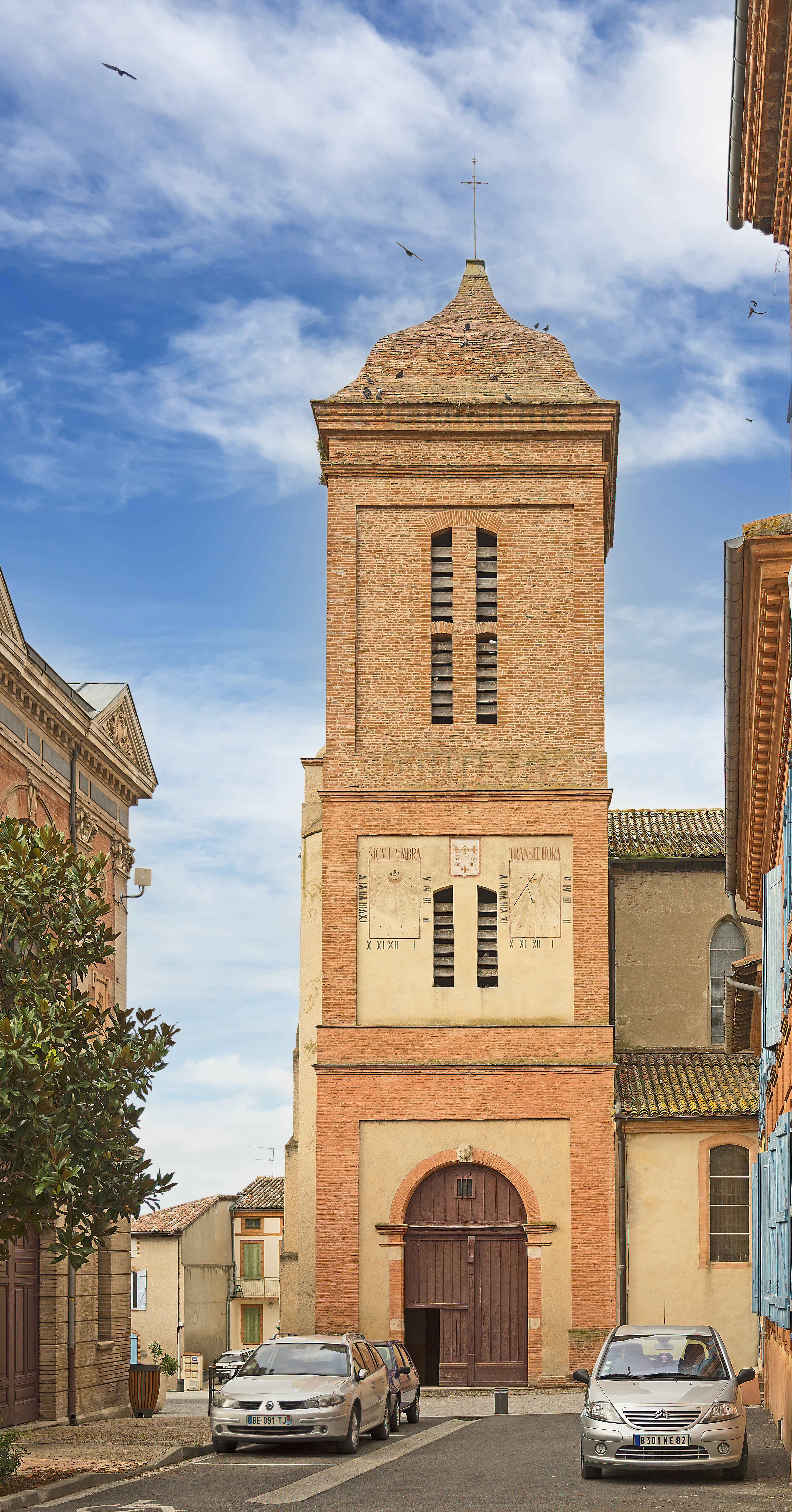
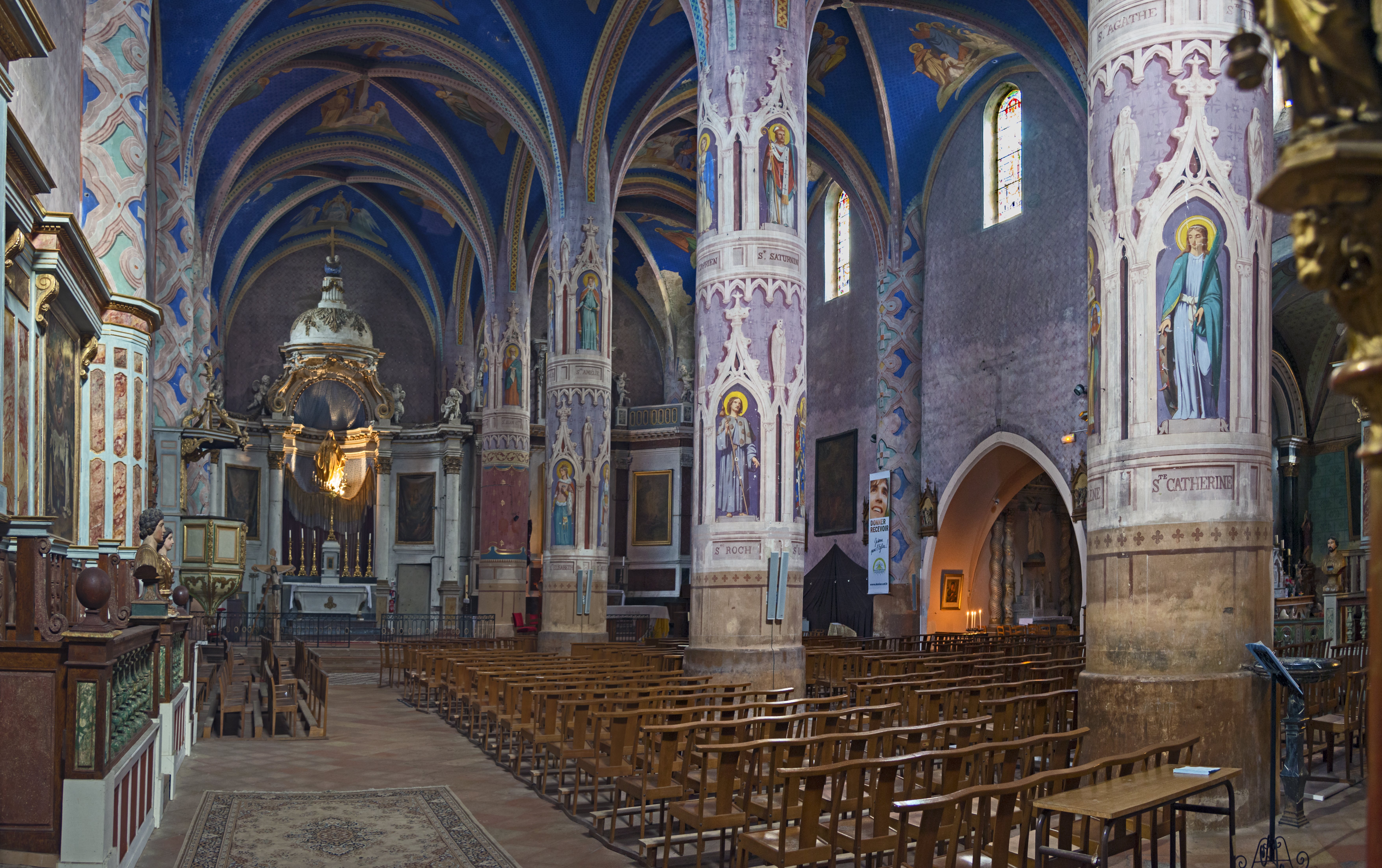
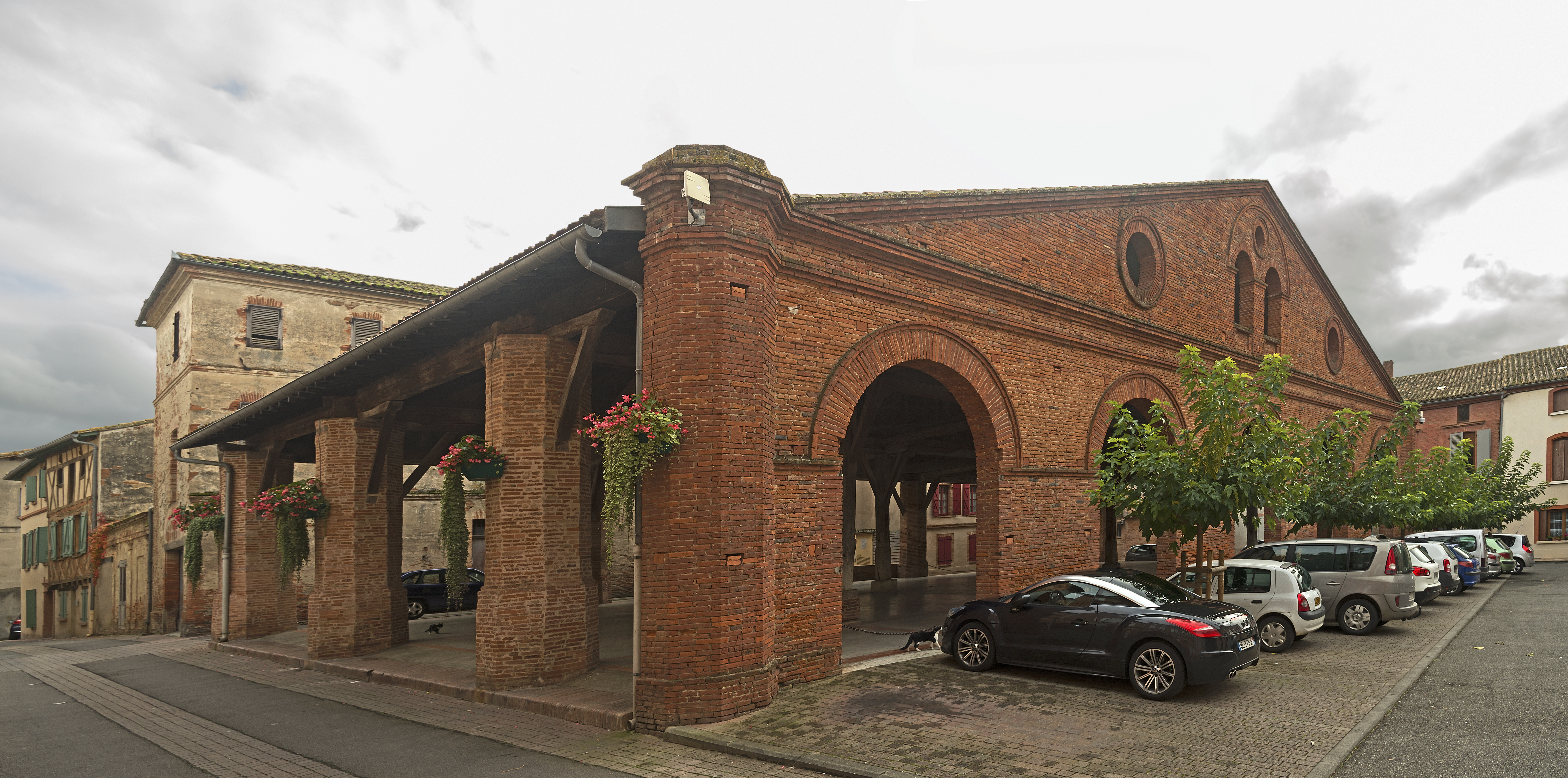